# Eleccions al Parlament Europeu de 1989 (Espanya)
Les eleccions al Parlament Europeu de 1989 a Espanya van ser les eleccions celebrades el 15 de juny per a escollir als 60 eurodiputats espanyols per a la III legislatura del Parlament Europeu. Amb un total de 32 llistes de candidats, la participació electoral va ser del 54,71%, 13,96 punts inferior a les eleccions de l'any 1987.

## Sistema electoral
D'acord amb el que disposa la Llei Orgànica 5/1985, de 19 de juny, del Règim Electoral General (article 214), va existir una única circumscripció electoral sense llindar electoral (percentatge mínim per a ser adjudicatari d'escons; en les generals espanyoles és del 3%). Es van presentar 33 candidatures. Com a curiositat, és important dir que aquestes van ser les últimes eleccions celebrades a Catalunya en dia laborable fins al 21 de desembre del 2017.

## Resultats
La participació fou del 54,71%, gairebé catorze punts menys que a les eleccions de 1987, un fet que podria explicar-se per no haver coincidit, com el 1987, amb altres eleccions d'àmbit estatal. Aquesta participació va ser la menor fins al moment d'un procés electoral d'àmbit nacional. Dels vots emesos, l'1,02% va ser nul. Dels vàlids, l'1,27% fou en blanc. El nombre de vots a candidatures fou de 15.657.676.
De les 32 candidatures presentades, onze van obtenir representació, sent la llista més votada la del Partit Socialista Obrer Espanyol (PSOE). Els tres principals partits, PSOE, PP i CDS, van perdre representants, si bé el descens va ser més acusat, en representants i en percentatge en els dos últims. L'únic partit d'àmbit estatal que va augmentar els seus vots va ser Esquerra Unida.
El resultat més inesperat va ser el de l'Agrupació Electoral José María Ruiz Mateos, que va aconseguir dos escons, entre ells un per al mateix expresident de Rumasa, José María Ruiz Mateos, el que li va atorgar immunitat penal, ja que fins al moment de la seva proclamació com a electe era un pròfug de la justícia espanyola. Herri Batasuna va perdre la meitat dels seus suports fora del País Basc i Navarra, encara que va assolir conservar el seu escó.
Els resultats de les candidatures que van obtenir més de l'1% dels vots van ser els següents:
| Candidatura | Facció europea      | Sufragis   | Sufragis | Escons          | Escons          |
| Candidatura | Facció europea      | Vots       | %        | Dip.            | Dif.            |
| --- | ------------------- | ---------- | -------- | --------------- | --------------- |
| Partit Socialista Obrer Espanyol (PSOE) | UPSCE               | 6.275.552  | 39,66%   | 27              | ▼1              |
| Partit Popular (PP) [coalició amb UPN i CG] |                     | 3.395.015  | 21,45%   | 15              | ▼2              |
| Centre Democràtic i Social (CDS) | LDRE                | 1.133.429  | 7,16%    | 5               | ▼2              |
| Esquerra Unida (IU) [coalició amb ICV] |                     | 961.742    | 6,08%    | 4               | Es manté        |
| Convergència i Unió (CiU) | LDE/PPE CDC/UDC     | 666.602    | 4,21%    | 2               | ▼1              |
| Agrupació Electoral José María Ruiz Mateos |                     | 608.560    | 3,85%    | 2               | ▲2              |
| Coalició Nacionalista | PPE PNB             | 303.038    | 1,91%    | 1               | ▲1              |
| Partit Andalusista (PA) |                     | 295.047    | 1,86%    | 1               | ▲1              |
| Coalició Esquerra dels Pobles |                     | 290.286    | 1,83%    | 1               | ▲1              |
| Herri Batasuna (HB) |                     | 269.094    | 1,70%    | 1               | Es manté        |
| Coalició per l'Europa dels Pobles (EA-ERC-PNG)                                                                                                 | ALE                 | 238.909    | 1,51%    | 1               | Es manté        |
| Partit dels Treballadors - Unitat Comunista |                     | 197.095    | 1,25%    |                 |                 |
| Els Verds - Llista Verda | CEPV                | 164.557    | 1,04%    |                 |                 |
| Els Verds Ecologistes |                     | 161.933    | 1,02%    |                 |                 |
| Federació de Partits Regionals |                     | 151.835    | 0,96%    |                 |                 |
| Partit Comunista dels Pobles d'Espanya - Partit dels Comunistes de Catalunya                                                                   |                     | 79.970     | 0,51%    |                 |                 |
| Front Nacional |                     | 60.675     | 0,38%    |                 |                 |
| Partit Verd |                     | 58.697     | 0,37%    |                 |                 |
| Coalició Socialdemòcrata |                     | 52.594     | 0,33%    |                 |                 |
| Alternativa Verda |                     | 47.250     | 0,30%    |                 |                 |
| Bloc Nacionalista Gallec |                     | 46.052     | 0,29%    |                 |                 |
| Partit Socialista dels Treballadors-Partit dels Obrers Revolucionaris d'Espanya                                                                |                     | 38.690     | 0,24%    |                 |                 |
| Europa per la Vida |                     | 30.256     | 0,19%    |                 |                 |
| Falange Espanyola de les JONS (FE-JONS) |                     | 24.351     | 0,15%    |                 |                 |
| Catalunya Lliure |                     | 19.774     | 0,12%    |                 |                 |
| Partit Humanista (PH) |                     | 19.358     | 0,12%    |                 |                 |
| Aliança per la República |                     | 17.194     | 0,11%    |                 |                 |
| Unitat Nacionalista Asturiana |                     | 13.225     | 0,08%    |                 |                 |
| Unitat Centrista-Partit Espanyol Demòcrata |                     | 10.392     | 0,07%    |                 |                 |
| Alliberament Andalús |                     | 9.421      | 0,06%    |                 |                 |
| Iniciativa per una Democràcia Europea |                     | 8.789      | 0,06%    |                 |                 |
| Partit Carlista |                     | 8.477      | 0,05%    |                 |                 |
| Vots a candidatures | Vots a candidatures | 15.623.726 | 98,70%   | 60              |                 |
| Vots en blanc | Vots en blanc       | 200.794    | 0,99%    | JEC (correcció) | JEC (correcció) |
| Vots nuls | Vots nuls           | 163.806    | 1,30%    | JEC (correcció) | JEC (correcció) |
| Vots emesos | Vots emesos         | 15.988.326 | 54,60%   | JEC (correcció) | JEC (correcció) |
| Cens total | Cens total          | 29.283.982 |          | JEC (correcció) | JEC (correcció) |
| - Les dades del Partit Popular son en comparació amb Aliança Popular. - Les dades de Coalició Nacionalista es en comparació a Unió Europeista. |                     |            |          |                 |                 |

## Eurodiputats elegits
| N.º | Nom                                      | Llista | Llista     |
| --- | ---------------------------------------- | ------ | ---------- |
| 1   | Fernando Morán López                     |        | PSOE       |
| 2   | Marcelino Oreja Aguirre                  |        | PP         |
| 3   | Enrique Carlos Barón Crespo              |        | PSOE       |
| 4   | Manuel Medina Ortega                     |        | PSOE       |
| 5   | Fernando Suárez González                 |        | PP         |
| 6   | Josep Verde i Aldea                      |        | PSOE (PSC) |
| 7   | Luis Planas Puchades                     |        | PSOE       |
| 8   | José Ramón Caso García                   |        | CDS        |
| 9   | Xerardo Fernández Albor                  |        | PP         |
| 10  | Juan Colino Salamanca                    |        | PSOE       |
| 11  | Fernando Pérez Royo                      |        | IU (PCE)   |
| 12  | Ana Clara Miranda de Lage                |        | PSOE       |
| 13  | Carlos Robles Piquer                     |        | PP         |
| 14  | Josep Enric Pons Grau                    |        | PSOE       |
| 15  | Francisco Oliva García                   |        | PSOE       |
| 16  | Pío Cabanillas Gallas                    |        | PP         |
| 17  | Carles Alfred Gasòliba i Bohm            |        | CiU (CDC)  |
| 18  | Joan Colom i Naval                       |        | PSOE (PSC) |
| 19  | José María Ruiz-Mateos Jiménez de Tejada |        | ARM        |
| 20  | Ludivina García Arias                    |        | PSOE       |
| 21  | Eduard Punset i Casals                   |        | CDS        |
| 22  | José María Gil-Robles Gil-Delgado        |        | PP         |
| 23  | María Izquierdo Rojo                     |        | PSOE       |
| 24  | Miguel Arias Cañete                      |        | PP         |
| 25  | José Álvarez de Paz                      |        | PSOE       |
| 26  | Antoni Gutiérrez Díaz                    |        | IU (IC)    |
| 27  | José Vázquez Fouz                        |        | PSOE       |
| 28  | Antonio Navarro Velasco                  |        | PP         |
| 29  | Carmen Díez de Rivera Icaza              |        | PSOE       |
| 30  | Juan José de la Cámara Martínez          |        | PSOE       |
| 31  | Raúl Morodo Leoncio                      |        | CDS        |
| 32  | Carmen Llorca Vilaplana                  |        | PP         |
| 33  | Bárbara Dührkop Dührkop                  |        | PSOE       |
| 34  | Enric Sapena Granell                     |        | PSOE       |
| 35  | Leopoldo Ortiz Climent                   |        | PP         |
| 36  | Concepció Ferrer i Casals                |        | CiU        |
| 37  | Mateo Sierra Bardají                     |        | PSOE       |
| 38  | Alonso José Puerta Gutiérrez             |        | IU (PASOC) |
| 39  | Xavier Rubert de Ventós                  |        | PSOE (PSC) |
| 40  | Manuel García Amigo                      |        | PP         |
| 41  | Carlos Perreau de Pinninck Doménech      |        | ARM        |
| 42  | Juan Antonio Gangoiti Llaguno            |        | CN         |
| 43  | Pedro Bofill Abeilhe                     |        | PSOE       |
| 44  | Pedro Pacheco Herrera                    |        | PA         |
| 45  | Juan María Bandrés Molet                 |        | EP         |
| 46  | Carlos María Bru Purón                   |        | PSOE       |
| 47  | Rafael Calvo Ortega                      |        | CDS        |
| 48  | Joaquín Sisó Cruellas                    |        | PP         |
| 49  | Jesús Cabezón Alonso                     |        | PSOE       |
| 50  | José María Montero Zabala                |        | HB         |
| 51  | Eusebio Cano Pinto                       |        | PSOE       |
| 52  | Domènec Romera Alcázar                   |        | PP         |
| 53  | Juan de Dios Ramírez Heredia             |        | PSOE       |
| 54  | Arturo Juan Escuder Croft                |        | PP         |
| 55  | Víctor Manuel Arbeloa Muru               |        | PSOE       |
| 56  | Teresa Domingo Segarra                   |        | IU (PCE)   |
| 57  | Carlos Garaikoetxea Urriza               |        | PEP        |
| 58  | Javier Sanz Fernández                    |        | PSOE       |
| 59  | Guadalupe Ruiz-Giménez Aguilar           |        | CDS        |
| 60  | José Luis Valverde López                 |        | PP         |